# 喬治·塞菲里斯
喬治·塞菲里斯（1900年3月13日—1971年9月20日），希臘詩人。生于小亞細亞的士麦那，舉家遷往雅典，父親是國際法專家，任教於雅典大學。塞菲里斯在巴黎獲法學士學位，轉攻文學。在法西斯佔領期間隨希臘政府流亡國外，以歷史的眼光吟詠當代，在民族命運的背景中抒寫情懷。1948年以後從事外交工作，先后出任希腊駐敘利亞、約旦、伊拉克、英國大使。1962年從外交部退休。1971年9月20日逝世。主要作品有詩集《轉捩點》、《神話和歷史》、《航海日誌》和《畫眉鳥號》。此外，詩人還有出版《希臘土風舞》、《練習》、《詩選一九四二~一九四六》等詩集。
1963年以《畫眉鳥號》獲諾貝爾文學獎。獲獎理由：“他的卓越的抒情詩作，是對希臘文化的深刻感受的產物”。1963年在頒獎會上發表演說：“我來自一個很小的國家，我的國家是岩石眾多的地中海的一個突出的半島，那裡除了勤勞的人們，海和太陽的光輝以外，簡直沒有什麼再值得驕傲的了。”

## 作品在台灣的出版
- 李魁賢/譯，《塞弗里斯/夸齊莫多》，台北市：桂冠，2001年。
- 諾貝爾文學獎全集編譯委員會/編譯，《塞費里斯》，台北市：九五文化，1981年。
- 李魁賢/譯，《阿息涅的國王》，台北市：遠景，1981年。